# きたまちセンター
小金井市立貫井北センターは東京都小金井市貫井北町1-11-12にある地域センター。1階に図書館とカフェがあり、2階に公民館がある。
小金井市立貫井北センターは小金井市内で23年ぶりに新設された市内4か所目の地域センターである。愛称は市民からの応募で決定した。

## 概要

### 休館日
毎月　第一火曜日、第三火曜日
年末年始、臨時休館日（図書館）

### 開館時間等
|          | 図書館  | 公民館   | 併設カフェ |
| -------- | ------- | -------- | ---------- |
| 開館時間 | 午前9時 | 午前9時  | 午前9時    |
| 閉館時間 | 午後7時 | 午後10時 | 午後5時    |

### NPO法人市民の図書館・公民館こがねい
NPO法人市民の図書館・公民館こがねいは、きたまちセンター内の図書館と公民館の運営を、小金井市より受託運営という形で行っている特定非営利活動法人である。2016年2月現在、役員は理事が17名、監事が2名となっている。また、職員は図書館が18名、公民館は7名、事務局は2名となっている。

### 沿革
- 1996年9月 小金井市が、現在地を日本国有鉄道清算事業団より購入
- 1996年9月 小金井市教育委員会が小金井市より「(仮称)貫井北町地域センター」の 建設用地として取得
- 2009年8月「(仮称)貫井北町地域センター」の建設方針として図書館、公民館、青少年施設 の複合施設とすることが決定
- 2010年5月 プロポーザル方式により設計業者を決定
- 2010年7月 (仮称)貫井北町地域センター建設市民検討委員会を設置
- 2011年3月 基本設計終了
- 2012年5月 実施設計「概要版」完成
- 2013年2月 建設業者を選定。建設工事に着工
- 2013年7月 図書館長及び公民館長は小金井市図書館協議会、公民館運営審議会へ それぞれ諮問し、運営面での答申を受ける。
- 2013年7月 小金井市は、「(仮称)貫井北町地域センター」の運営について、NPO法人を 設立支援し、図書館分室と公民館分館の事業運営を委託していく方針を決定
- 2013年8月 東京都にNPO法人認可申請
- 2014年1~2 月NPO法人職員採用試験及び採用
- 2014年2月 NPO法人認証決定通知及び法人設立登記
- 2014年4月1日 貫井北センター(きたまちセンター)開設・開所・NPO 法人活動開始

### 当館関連の主な機関紙等
| 機関紙名         | 発行元                             | 内容 |
| ---------------- | ---------------------------------- | --- |
| 月刊こうみんかん | 小金井市立公民館                   | 小金井市立公民館で行われるイベントや講座などを告知したり、小金井市の魅力などを伝える記事がある。                                                                               |
| きたまち空間     | 図書館貫井北分室・公民館貫井北分館 | 主にきたまちセンターで行われるイベント・講座などを告知している。 毎年4月には1年間に行ったイベントを特集しその年を振り返る。                                                    |
| KITAMACHIユース  | 図書館貫井北分室・公民館貫井北分館 | 10代・20代向け。ティーンズ・ユース世代へ公民館・図書館に親しみを持ってもらおうと様々な紙面で構成される。またティーンズ・ユース世代対象のイベント・講座の告知もここで行われる。 |

他図書館・公民館に設置されているラックで様々なイベントへの告知も行われている。

### 貫井北センターまつり
毎年3月に行われ、様々なイベントが実施される。

## 小金井市立図書館貫井北分室
小金井市立図書館貫井北分室は1964年に開館した小金井市立図書館の3つ目の分室（西之台図書室を除く）で、2014年4月に小金井市貫井北町1-11-12に開設された。

館内は一般書コーナー、児童書コーナー、YAコーナーに分かれている。一般書コーナーに併設する閲覧席は個々のブースに分かれており、
パソコン用電源も備え付けてある。児童書コーナー内にはお話し室があり、紙芝居の読み聞かせ等も可能である。

企画展示に関しては、一般書・児童書は入口近く、YA書はYAコーナーで行っている。またビブリオバトルやぬくきたリーブル等の読書会で取り上げられた本も展示されており、
利用者と図書館の距離が近いのも特徴である。
当館が開設するまでは小金井市全域を回る移動図書館「あおぞら号」が走っていたが、当館開設を機に姿を消した。

### 当館データ
- 開館　　　　　　　　2014年4月
- 蔵書予定数　　　　　56,000冊
- 蔵書構成（予定）　　2:1（一般書:児童書）
- 蔵書数

| 蔵書冊数 | 全体     | 54,270冊 |
| 蔵書冊数 | 一般書   | 35,652冊 |
| 蔵書冊数 | 児童書   | 18,618冊 |
| 蔵書内容 | 雑誌種類 | 109誌    |
| 蔵書内容 | 新聞種類 | 18紙     |
| 蔵書内容 | CD枚数   | 1,301点  |
| 蔵書内容 | 紙芝居数 | 432点    |

- 当館における登録者数

| 年度     | 利用者   | 貸出冊数  | 登録者数 |
| -------- | -------- | --------- | -------- |
| 2014年度 | 71,254人 | 263,956冊 | 3,069人  |
| 2015年度 | 74,472人 | 279,236冊 | 1,600人  |

- 閲覧席数（一般）　　　58席（うち34席はコンセントあり）

### 利用（小金井市立図書館）
- 本貸出期間　　3週間
- 本貸出冊数　　制限なし
- 本貸出延長　　1回1週間まで可能
- CD貸出期間　2週間
- CD貸出点数　5点まで

## 小金井市立公民館貫井北分館
小金井市立公民館貫井北分館は、東京都小金井市貫井北町1-11-12にある小金井市立貫井北センターの2階にある。

2014年4月にきたまちセンターの開館と共に開館した。

2016年3月31日まであった福祉会館内にある公民館本館を含めると、市内6つ目の公民館となる。

### 公民館施設概要
公民館貫井北分館にはスタジオ等を除くと主に10の部屋がある。
| 部屋名     | 定員 |
| ---------- | ---- |
| 学習室A    | 30名 |
| 学習室B    | 27名 |
| 学習室C    | 8名  |
| 学習室D    | 15名 |
| ITルームA  | 8名  |
| ITルームB  | 8名  |
| 生活室A    | 8名  |
| 生活室B    | 16名 |
| 創作室     | 24名 |
| 北町ホール | 70名 |

※学習室A・B、学習室C・D、生活室A・Bの同時利用が可能である。またそれぞれがパーテーションによって仕切られている。他にスタジオ・若者コーナー・フリースペースがある。スタジオは防音室となっており、バンド等の練習が可能である。若者コーナー・フリースペースは終日開放されており、予約が不要な上、自習やミーティング等に利用可能である。

## 関連リンク
- 小金井市立図書館
- NPO法人市民の図書館・公民館こがねい
- 小金井市立図書館貫井北分室
- 小金井市立公民館貫井北分館